# Forbes Robinson
Forbes Robinson (Macclesfield, Cheshire, Inglaterra, 21 de mayo de 1926 - Londres, 13 de mayo de 1987) fue un cantante inglés con voz de bajo.
Es conocido sobre todo por su trabajo en obras de Wolfgang Amadeus Mozart, Giuseppe Verdi, y Benjamin Britten. Interpretó el rol titular de King Priam de Michael Tippett.